# Makhin
Makhin (en rus: Махин) és un poble (un khútor) de l'óblast de Rostov, a Rússia, que en el cens del 2010 tenia 140 habitants, pertany al districte d'Aksai.